# Tipula (Schummelia) sophista
Tipula (Schummelia) sophista is een tweevleugelige uit de familie langpootmuggen (Tipulidae). De soort komt voor in het Oriëntaals gebied.